# Championnat d'Italie de football de deuxième division 1937-1938
Navigation
Édition précédente Édition suivante
La saison 1937-1938 de Serie B est la 9e édition du championnat d'Italie de football de deuxième division. 
Le championnat se dispute avec une poule unique. Les deux premiers sont promus en Serie A.
Cette saison le championnat passe à 17 équipes pour passer à 18 équipes la prochaine saison, il y aura 4 clubs relégués en fin de saison.
À l'issue de la saison, Novare Calcio, Modène FC et Alexandrie terminent à égalité de points à la première place, un tournoi à trois est nécessaire pour départager les équipes ce sont Novare et Modène qui sont sacrés champions et sont promus en Serie A 1938-1939 (1re division).

## Classement
| Rang | Équipe             | Pts  | J  | G  | N  | P  | Bp | Bc | Diff |
| ---- | ------------------ | ---- | -- | -- | -- | -- | -- | -- | ---- |
| 1    | Novare Calcio R    | 43   | 32 | 16 | 11 | 5  | 57 | 23 | +34  |
| 2    | Modène FC          | 43   | 32 | 18 | 7  | 7  | 54 | 32 | +22  |
| 3    | Alexandrie R       | 43   | 32 | 18 | 7  | 7  | 62 | 34 | +28  |
| 4    | Calcio Padoue P    | 40   | 32 | 18 | 4  | 10 | 49 | 33 | +16  |
| 5    | Anconitana-Bianchi | 38   | 32 | 15 | 8  | 9  | 44 | 31 | +13  |
| 6    | Pise               | 37   | 32 | 15 | 7  | 10 | 54 | 51 | +3   |
| 7    | Palerme            | 35   | 32 | 15 | 5  | 12 | 46 | 43 | +3   |
| 7    | Venise             | 35   | 32 | 13 | 9  | 10 | 49 | 47 | +2   |
| 9    | US Sanremese P     | 34   | 32 | 13 | 8  | 11 | 42 | 37 | +5   |
| 10   | Hellas Vérone      | 33   | 32 | 12 | 9  | 11 | 37 | 31 | +6   |
| 11   | Pro Verceil        | 32   | 32 | 13 | 6  | 13 | 54 | 40 | +14  |
| 12   | Vigevano P         | 30   | 32 | 9  | 12 | 11 | 33 | 39 | -6   |
| 13   | Spezia             | 26   | 32 | 9  | 8  | 15 | 34 | 47 | -13  |
| 14   | Brescia            | 21   | 32 | 7  | 7  | 18 | 30 | 47 | -17  |
| 14   | Cremonese          | 21   | 32 | 6  | 9  | 17 | 28 | 50 | -22  |
| 16   | Tarente P          | 18   | 32 | 6  | 6  | 20 | 24 | 64 | -40  |
| 17   | Messine            | 14-1 | 32 | 4  | 7  | 21 | 27 | 75 | -48  |

|  | Promu en Serie A                                       |
|  | Relégation en Prima Divisione 1938-1939 (1re division) |

Note:
 Victoire à 2 points
- Trois clubs étant à la 1re place, un mini-championnat est organisé entre Novare Calcio, Modène FC et Alexandrie. Modène gagne 3 à 0 contre Alexandrie, puis Novare 3 à 2 contre Alexandrie. Alexandrie ne pouvant plus prétendre au titre, Modène et Novare sont déclarés champions et sont promus en Serie A.